# Blott ett liv att leva – Lev det för din Gud
Blott ett liv att leva – Lev det för din Gud är en sång med text skriven omkring 1915 av Sven Nilson. Enligt Oscar Lövgrens psalmlexikon så sjungs sången till en melodi av skotskt ursprung med okänd författare. I "Musik till Frälsningsarméns sångbok 1945" anges däremot melodin som svensk och det är samma melodi som används i FA:s sångböcker från 1968 och 1990 där den dock anges som "melodi av okänt ursprung". 

## Publicerad i
- Frälsningsarméns sångbok 1929 som nr 376 under rubriken "Maning till kamp"
- Musik till Frälsningsarméns sångbok 1930 som nr 376
- Musik till Frälsningsarméns sångbok 1945 som nr 241
- Frälsningsarméns sångbok 1968 som nr 435 under rubriken "Kamp och seger"
- Frälsningsarméns sångbok 1990 som nr 603 under rubriken "Strid och kallelse till tjänst".